# (9295) Donaldyoung
(9295) Donaldyoung (1983 RT1) – planetoida z grupy pasa głównego asteroid okrążająca Słońce w ciągu 3,7 lat w średniej odległości 2,39 j.a. Odkryta 2 września 1983 roku.